# Jan Volný (politik)
Jan Volný (* 15. června 1959 Most) je český politik, od října 2013 poslanec Poslanecké sněmovny PČR, v letech 2016 až 2020 a opět od roku 2024 zastupitel Plzeňského kraje, v letech 2006 až 2014 a znovu od roku 2022 zastupitel, v letech 2006 až 2010 starosta a v letech 2010 až 2014 místostarosta městyse Chodová Planá na Tachovsku, v letech 2015 až 2017 místopředseda hnutí ANO.

## Život
Vystudoval zootechniku na Agronomické fakultě Vysoké školy zemědělské v Praze. Promoval v roce 1983 a získal titul Ing.
Do roku 1993 pracoval jako vedoucí chovu drůbeže v Oborovém podniku Tachov. V roce 1994 nastoupil do společnosti Adex, kde se stal o dva roky později generálním ředitelem. Společnost Adex v roce 1999 skončila v konkurzu kvůli vysokým investicím a insolvenci. Jan Volný poté přešel do spediční a logistické společnosti Hopi, kde působí ve funkci obchodního ředitele. Je spoluvlastníkem firem VYPEX a JJV 99, které obchodují s potravinami.
Jan Volný je po ovdovění podruhé ženatý a má čtyři děti. Žije v Chodové Plané.

## Politické působení
Do politiky se pokoušel vstoupit, když v komunálních volbách v roce 1994 kandidoval jako nestraník za Sdružení nezávislých kandidátů do Zastupitelstva městyse Chodová Planá v okrese Tachov, ale neuspěl. Stejně neúspěšně dopadly i další kandidatury v komunálních volbách v roce 1998 (nestraník za Sdružení nezávislých kandidátů – místní sdružení celkem) a v roce 2002 (nestraník za Sdružení nezávislých kandidátů – Rozvoj a prosperita). Do zastupitelstva se dostal až v komunálních volbách v roce 2006 jako nestraník na kandidátce subjektu „Sdružení nezávislých kandidátů pro Chodovou Planou“. V listopadu 2006 byl pak zvolen neuvolněným starostou městyse, funkci vykonával po celé volební období. V komunálních volbách v roce 2010 obhájil mandát zastupitele jako nestraník za Sdružení nezávislých kandidátů – Rozvoj a prosperita. V listopadu 2010 byl pak zvolen neuvolněným místostarostou městyse.
S hnutím ANO 2011 začal spolupracovat na začátku roku 2012 jako koordinátor pro budování struktury hnutí v západních Čechách, později se stal v roce 2013 předsedou Krajské organizace hnutí ANO 2011 v Plzeňském kraji. Navíc v březnu 2013 byl zvolen členem předsednictva hnutí ANO 2011. Na III. sněmu hnutí ANO 2011 byl na konci února 2015 zvolen místopředsedou hnutí. Uspěl až ve třetím kole volby (získal 96 hlasů ze 188 možných, tj. 51 %, v předchozích kolech to bylo jen 49 % a 48 %). Funkci místopředsedy zastával do února 2017, kdy byl na dalším sněmu zvolen pouze členem předsednictva hnutí ANO 2011.
Ve volbách do Poslanecké sněmovny PČR v roce 2013 kandidoval z druhého místa na kandidátce hnutí ANO 2011 v Plzeňském kraji a byl zvolen.
V komunálních volbách v roce 2014 se pokoušel za hnutí ANO 2011 (na kandidátce subjektu „Sdružení ANO 2011 a nezávislí“) obhájit post zastupitele městyse Chodová Planá, ale neuspěl (skončil až jako čtvrtý náhradník). V krajských volbách v roce 2016 byl za hnutí ANO 2011 zvolen zastupitelem Plzeňského kraje. Ve volbách v roce 2020 již nekandidoval.
Ve volbách do Poslanecké sněmovny PČR v roce 2017 obhájil svůj poslanecký mandát za hnutí ANO 2011 v Plzeňském kraji. V komunálních volbách v roce 2018 kandidoval za hnutí ANO 2011 do Zastupitelstva městyse Chodová Planá, ale neuspěl (skončil jako druhý náhradník). V únoru 2019 obhájil na V. sněmu hnutí ANO 2011 funkci člena předsednictva hnutí.
Ve volbách do Poslanecké sněmovny PČR v roce 2021 kandidoval za hnutí ANO 2011 na 2. místě v Plzeňském kraji. Získal 1 431 preferenčních hlasů, a stal se tak znovu poslancem. Na sněmu hnutí ANO v únoru 2022 obhájil post člena předsednictva hnutí.
V komunálních volbách v roce 2022 kandidoval do Zastupitelstva městyse Chodová Planá z 6. místa kandidátky subjektu „SNK rozvoj a prosperita s podporou politického hnutí ANO 2011“ (tj. hnutí ANO 2011 a nezávislí kandidáti). Mandát zastupitele městyse se mu podařilo získat. V krajských volbách v roce 2024 byl jako člen hnutí ANO zvolen zastupitelem Plzeňského kraje.